# ثوماوات
الثوماوات (الاسم العلمي:Allioideae) هي أسرة من النباتات تتبع فصيلة النرجسية من الرتبة الهليونيات.

## أجناس
- الثوم
- التولباغية